# وارزی‌تاماک
وارزی‌تاماک (انگلیسی: Varzitamak) یک شهرک در شهرستان بورایفسکی باشقیرستان کشور روسیه است.